# Sent Marcèl e Campas
Sent Marcèl e Campas (en francès Saint-Marcel-Campes) és un municipi francès situat al departament del Tarn i a la regió d'Occitània.

## Demografia
| 1962                                       | 1968 | 1975 | 1982 | 1990 | 1999 | 2006 |
| ------------------------------------------ | ---- | ---- | ---- | ---- | ---- | ---- |
| 226                                        | 258  | 234  | 231  | 244  | 221  | 242  |
| Des de 1962: població sense dobles comptes |      |      |      |      |      |      |

## Administració
| Període   | Identitat           | Partit |
| --------- | ------------------- | ------ |
| 2001-2008 | Bernard Cotte       |        |
| 2008-     | Jean-Pierre Marteau |        |